# Paradetya pallidipennis
Paradetya pallidipennis är en insektsart som först beskrevs av Gutrin-mtneville 1838.  Paradetya pallidipennis ingår i släktet Paradetya och familjen Nogodinidae. Inga underarter finns listade i Catalogue of Life.